# Porte Saint-Ours
La porte Saint-Ours est une ancienne porte romane, située à Bourges, dans le département français du Cher.

## Localisation
La porte est située dans la rue du 95e de Ligne, à Bourges. Elle donne accès aux jardins de la préfecture.

## Historique
La porte est une ancienne porte de la collégiale Saint-Ursin de Bourges, disparue au XVIIIe siècle,. La porte est déplacée en 1810, à l'initiative du préfet du Cher.
La porte fait partie des premiers monuments à être protégés au titre des monuments historiques par la liste de 1840.

## Description
La porte présente un tympan ouvragé de style roman reposant sur deux colonnes dont les motifs d'ours et de vignes font allusion à Saint-Ursin. Trois frises en relief présentent différentes activités : travaux d'un paysan, scènes de chasse et fables animalières. Une dédicace du sculpteur est présente au bas du tympan « Girauldus fecit istas portas » (Girault a fait ces portes).

## Galerie

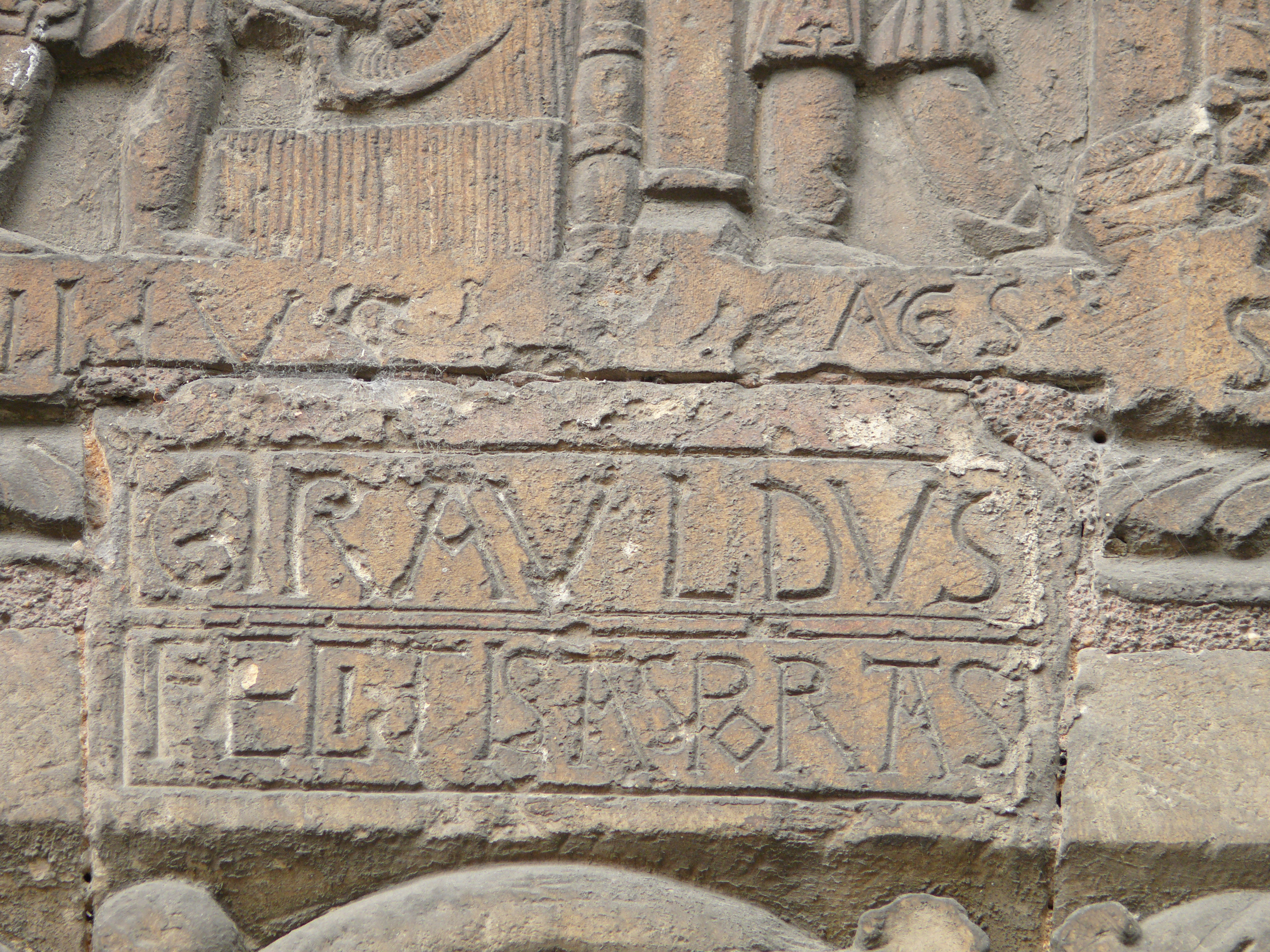
Dédicace du sculpteur
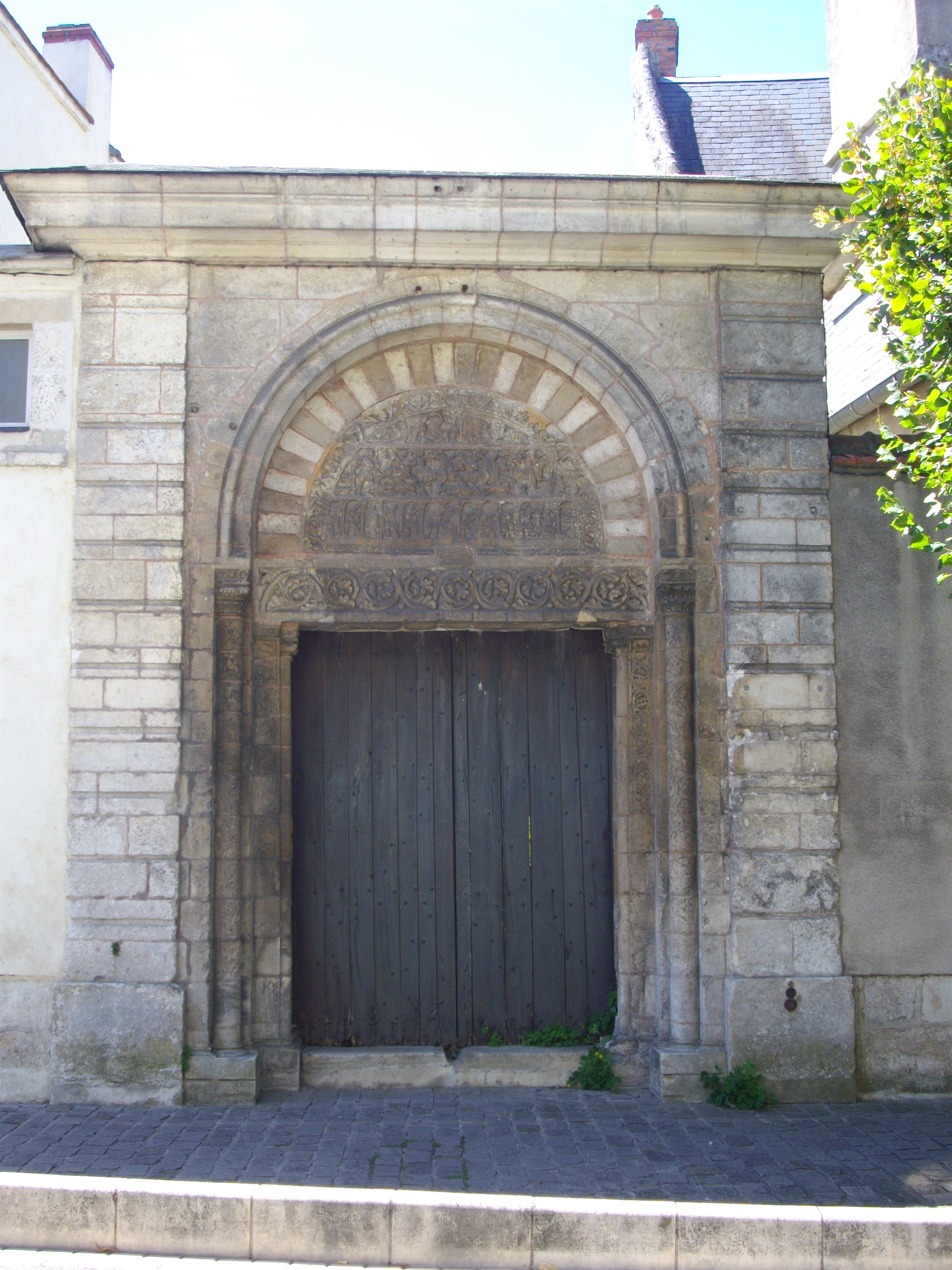
Vue générale
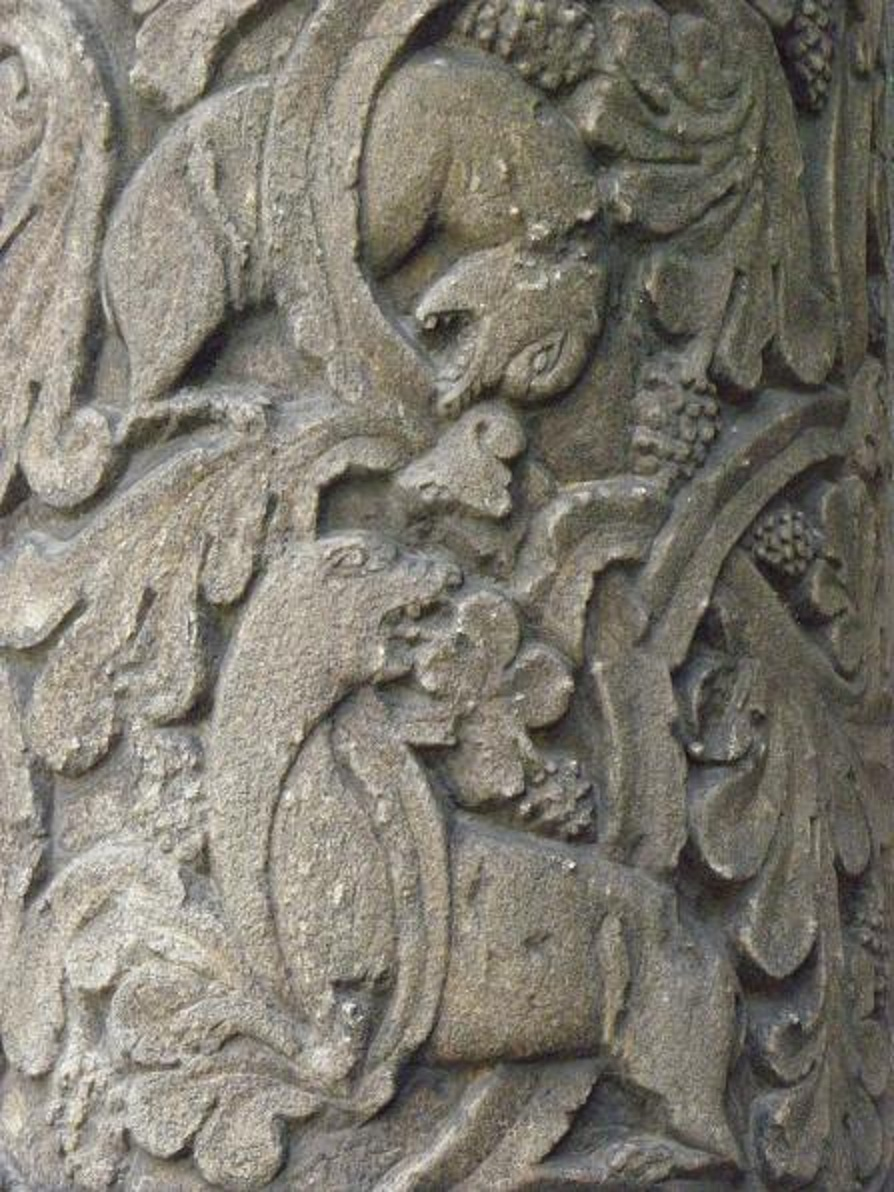
Détail d'une sculpture de colonne